# Polymorphia
Polymorphia is een compositie van de Poolse componist Krzysztof Penderecki. Het is gecomponeerd in zijn experimentele periode.
De compositie is geschreven voor strijkorkest (48 man/vrouw) en kan het best gezien worden als een vingeroefening voor composities met grotere bezetting of het uitproberen van stijlen. Het werk bestaat uit één deel, maar onderdelen daarvan zijn duidelijk afgescheiden qua techniek. Toch is er sprake van een doorlopend geheel.

Het werk begint met een enkele contrabas die een zeer lage noot vastlegt; daarop worden meer noten van contrabassen en later ook celli gestapeld, zodat een massief blok aan muziek ontstaat. Het lijkt unisono, maar het is het niet. Na ongeveer 2 minuten treden altviolen en violen toe; niet met het toevoegen van meer noten, maar het continue spelen van op en neergaande glissandi; de "basnoten" worden echter nog lang aangehouden; de muziek schept verwarring. Ook deze stijl van glissandi houdt ongeveer 2 minuten aan; de basnoten sterven langzaam weg. Er komt een nieuwe stijl opzetten; de gehele strijkersectie gaat plukken: pizzicato. Even later wordt de col legno-techniek voorgeschreven. Ook wordt soms op de klankkast van het instrument geslagen, een percussietechniek. Later gaat dit alles over in een langzame trage klagerige melodie, die doet denken aan zijn latere composities. Vlak voor het eindakkoord zit dan een generale pauze; het eindakkoord is een "gewoon" majeurakkoord; een verrassende afsluiting van het werk.
Achteraf gezien klinkt de muziek helemaal niet experimenteel; de overgangen zijn logisch, ook de opbouw van het werk klinkt logisch. Het enige experimentele is dat de muziektechnieken elkaar redelijk snel opvolgen en er geen ontwikkeling binnen de secties plaatsvindt. Pas in het laatste deel is er sprake van enige melodie. Het lijkt er meer op dat het een experiment van de componist was, dan dat er sprake is van experimentele muziek.

## Bron en discografie
- Uitgave Naxos; Warschaus Nationaal Filharmonisch Orkest onder leiding van Antoni Wit